# Nový encyklopedický slovník češtiny
Nový encyklopedický slovník češtiny je encyklopedický slovník českého jazyka, který vznikl v Ústavu českého jazyka Filozofické fakulty Masarykovy univerzity v Brně ve spolupráci s Bohemikem při Ústavu slavistiky na Univerzitě v Řezně. V roce 2016 byl vydán knižně ve dvou svazcích Nakladatelstvím Lidové noviny a od února 2017 byl též publikován online Centrem zpracování přirozeného jazyka. Navázal tak na publikaci Encyklopedický slovník češtiny z roku 2002.
Na jeho přípravě se v průběhu pětiletého projektu podílelo 191 českých i zahraničních jazykovědců a jazykovědkyň, z nich např. Američan Joseph Emonds, Belgičan Johann van der Auwera, Nor Knut Taraldsen, Američanka Laura Janda, Němci Tobias Scheer, Björn Hansen a Gabriel Altmann, Rus Leonid Iomdim či Rakušan Stefan Michael Newerkla. Vedoucím projektu byl Petr Karlík. Kromě Filozofické fakulty se na přípravě podílela také Fakulta informatiky MU, hesly přispívaly vědecké kapacity z Karlovy univerzity, Univerzity Palackého, Slezské univerzity, Univerzity Hradec Králové, Ostravské univerzity a Západočeské univerzity.
Dle autorů jde o jedno z nejrozsáhlejších děl v oblasti jazykových encyklopedií, obsahující více než 1500 hesel v 45 kategoriích a vysvětlující více než 7000 pojmů, a to i za pomoci audio- a videonahrávek.
Koncem ledna 2018 dílo ocenila Jednota tlumočníků a překladatelů titulem Slovník roku 2018.